# Tuchomie
Tuchomie is een dorp in het Poolse woiwodschap Pommeren, in het district Bytowski. De plaats maakt deel uit van de gemeente Tuchomie en telt 1365 inwoners.